# Chronické střevní záněty
Chronické střevní záněty zahrnují skupinu zánětlivých onemocnění tenkého nebo tlustého střeva různé příčiny, které se vyznačují vleklým nebo opakujícím se (recidivujícím) průběhem.

## Klasifikace chronických střevních zánětů

### Idiopatické střevní záněty
Patří sem Crohnova choroba, ulcerózní kolitida a indeterminovaná kolitida. Pojmenování idiopatické poukazuje na neznámou příčinu nemocí. Vznikají na podkladě kombinace dědičných vloh podmiňujících abnormální reakce imunitního systému a spouštěcích faktorů zevního prostředí, přesný mechanizmus ale není dosud objasněn. Starší pojmenování nespecifické střevní záněty vznikl již v první polovině 20. století na odlišení od chronických zánětů infekčních, zvláště tuberkulózy (označované tehdy jako specifický zánět).

### Mikroskopické kolitidy
Základními typy jsou kolagenní kolitida a lymfocytární kolitida, vzácnější kolitida s minimálními změnami, perikryptová eozinofilní kolitida a Brainerdský průjem Někdy se také řadí k idiopatickým střevním zánětům vzhledem k tomu, že jejich příčina není známa a patrně vznikají také kombinací genetické predispozice a působení faktorů zevního prostředí. Při mikroskopické kolitidě na rozdíl od idiopatické kolitidy v užším smyslu slova nenacházíme změny makroskopicky (při endoskopickém vyšetření či rentgenových zobrazovacích vyšetřeních, tyto jsou vyjádřeny jen v mikroskopickém obraze.

### Ischemická kolitida
Je zánětlivé postižení střeva v důsledku poruchy jeho prokrvení. Existují různé formy dle lokalizace či tíže poruchy prokrvení.

### Postradiační enterokolitida
Vzniká na střevě postiženém ozařováním nádorů lokalizovaných v jeho blízkosti.

### Diverzní kolitida
Zánět postihující část střeva (obvykle tlustého) po jeho vyřazení z funkce. Jde o nemocné po operačním vytvoření vývodu (stomie) střeva, u nichž zůstává konečník či přilehlá část tlustého střeva zachovalá, ale neprochází jimi stolice.

### Chronické infekční záněty
Střevo může být postiženo v rámci infekce cytomegalovirem, tuberkulózou, AIDS, střevními parazitárními nemocemi a vzácněji řadou dalších infekcí včetně sexuálně přenosných nemocí

### Behçetova nemoc
Postižení střeva spolu s postižením řady dalších orgánů může být v rámci této autoimunitní systémové vaskulitidy - postižení cévní stěny. Vzácněji může doprovázet i jiné autoimunitní nemoci.

### Postižení polékové
Chronické zánětlivé změny se mohou rozvinout například při dlouhodobém užívání nesteroidních antirevmatik

### Vzácnější příčiny
Ke vzniku střevního zánětu může dojít po transplantaci kostní dřeně, u pacientů s poruchami imunity, při neléčeném chronickém selhání ledvin nebo při ukládání abnormálních bílkovin ve střevní stěně v rámci amyloidózy.

## Příčiny chronických střevních zánětů
Koncentrace mikroplastů ve stolici jsou korelované s mírou střevních zánětů.

## Projevy chronických střevních zánětů
Projevy se liší dle typu zánětu, jeho tíže, lokalizace či doby trvání. Mezi základní projevy patří průjem, bolesti břicha, úbytek na váze, krev ve stolici, chudokrevnost, případně zvracení. Mohou se také projevit řadou mimostřevních potíží, zejména kožních či kloubních.

## Léčba chronických střevních zánětů
Také závisí na příčině. Jen zřídka je však příčina známa a je možné ji odstranit. Většinou se používají protizánětlivé léky jako kortikosteroidy, aminosalicyláty (sulfasalazin, mesalazin), imunosupresiva, biologická léčba, antibiotikum či v indikovaných případech chirurgická léčba.